# Roberto Carifi
Roberto Carifi (Pistoia, 11 settembre 1948) è un poeta, traduttore, filosofo, critico letterario e scrittore italiano.

## Biografia
Allievo di Piero Bigongiari, tra i maggiori esponenti dell'ermetismo fiorentino, conosciuto nel 1982, profondamente influenzato dalle voci liriche di Rainer Maria Rilke e Georg Trakl, su cui si è esercitato anche come traduttore, oltre a essere poeta, svolge l'attività di critico letterario.
Attratto sin dagli anni degli studi universitari dalla filosofia francese e tedesca, nell'età matura ha incrociato il pensiero buddhista, attorno al quale si focalizzano le sue raccolte più recenti, come Tibet e Il segreto. 
Al fianco degli studi filosofici, vi sono quelli di psicoanalisi, compiuti dapprima presso L'École Freudienne di Parigi, come auditore alle lezioni tenute da Jacques Lacan, e proseguiti a Milano. 
Mentre nelle liriche giovanili si risente la dizione rilkiana e emerge il debito verso la filosofia 
di Martin Heidegger, nei componimenti successivi questi motivi vengono amalgamati a nuove istanze della sensibilità di Carifi. In particolare dopo la dura prova della malattia, "l'incidente" come lui chiama l'ictus da cui è stato colpito nel 2004, i suoi versi abbracciano una nuova forma di rarefazione dissolvente in cui l'essere, attraversato dal dolore, cerca una via estrema di comunicazione per ricongiungersi al mondo.

## Luoghi e figure dell'anima
Due sono i temi che incardinano la poetica di Roberto Carifi, la madre e il legame con la città natale, Pistoia, che di quel rapporto affettivo è l'emanazione, entrambi raccolti filosoficamente nel rimando all'infanzia, epoca originaria dei sensi, periodo d'elezione per l'anima ma anche ingrato, di cui si fatica a cogliere l'essenza se non a patto di una discesa spossante: «Ora è l'attimo che attende,/ è l'istante che prepara i tempi/ a un altro istante dove si deve attendere l'infanzia,/ quella bastarda che era là, tragico volto dei bambini».
La madre, dolorosa musa, abbandonata dal marito quando il bambino aveva appena tre anni, ha lungamente accompagnato e sorretto la voce del figlio. La sua scomparsa è una perdita incolmabile nella vita e nell'immaginario di Carifi.
La città rappresenta un caldo grembo, dove tutto rimanda a quel legame dissolto ma anche alle tante amicizie giovanili, e perfino a quegli spiriti gentili di artisti e letterati che continuano ad aggirarsi, figure di sogno, nelle strette strade del centro: «Piero Bigongiari era di Pistoia. Era figlio del capostazione e abitava in Via del Vento, accanto a Gianna Manzini. [...] Nei miei viaggi onirici li vedo tutti e due, Bigongiari e la Manzini, camminare tra Via del Vento e Via Verdi, in silenzio perché parlano una lingua muta, una lingua del deserto che solo i poeti e i mistici capiscono».
Nei suoi versi rivive di continuo la devozione spirituale per il luogo, la cui essenza poetica sta
nell'intreccio di memorie che lo abitano, un passato con cui Carifi si misura in uno stato di incerta beatitudine tra sogno e veglia.

## Citazioni
<<...nasco filosofo con una grande tensione verso la poesia. Una tensione, la mia, che si è poi sviluppata fino a rendermi filosofo, ma soprattutto poeta. La filosofia arriva fino ad un certo punto, da quel punto in poi c’è la poesia. La poesia parla del cielo, delle foreste degli uomini, fa un salto verso la verità. Abbandona il linguaggio su cui, bene o male, la filosofia regge e sceglie un linguaggio ''presentativo'', il linguaggio della presenza.
La ricerca di Carifi è la risposta alle varie vicende dell’uomo. L’uomo colma e coglie sé stesso attraverso il percorso del lume, l’apertura alla conoscenza. L’uomo mite che miete la luce, capace di cuore della verità, che non rinuncia al pensiero della responsabilità e della parola, è l’uomo Carifi. Non bisogna accostarsi a lui con il timore di leggere un incomprensibile tomo di filosofia, sia pur condividendo con Carifi che non esistono concetti semplici, né concetti già pronti, perché la filosofia è in divenire, è in movimento. Un sottile ma preciso filo conduttore che caratterizza la raccolta delle sue lunghe e silenziose riflessioni è la pratica dell’intensità, destini che si rivelano fino in fondo. Egli esercita la bellezza della profondità portandola, a tutti, sul piano conoscitivo della scrittura. Le sue opere sono cammini culturali e spirituali dove l’uomo ed il valore sono all’unisono un giro concentrico di piaceri.
La scrittura è un abisso che, in un’intima solidarietà, unisce il moto interiore all’estetica dell’espressione, e la parola diviene il veicolo principale dove il silenzio meditativo e contemplativo si colora di una dimensione oggettiva.

-Fiorella Antonella Scorrano, La conoscenza dell'altro. - L'uomo del pensiero: Roberto Edizione Polistampa, Firenze 2006>>  
Giulia Gonfiantini, Roberto Carifi: la poesia è una stretta di mano su «Naturart», rivista di cultura, Giorgio Tesi Editrice»
Archivio Festival Letteratura, Palazzo Ducale, Mantova, 2009»
Sabina Candela, Incontro col poeta Roberto Carifi su «VIinforma», rivista culturale della Banca di credito cooperativo di S. Pietro in Vincio, ottobre-dicembre 2013, pp.12-14»
Giuseppe Grattacaso, Supplica alla madre su «Succedeoggi» Cultura nell’informazione quotidiana»

## Opere

### Raccolte poetiche
- Simulacri (Forum/Quinta Generazione, Forlì 1979);
- Infanzia (Società di Poesia, Milano 1984 - rist. Raffaelli, Rimini 2012);
- L'obbedienza (Crocetti, Milano 1986);
- Occidente (Crocetti, Milano 1990);
- Amore e destino (Crocetti, Milano 1993);
- Poesie (I Quaderni del Battello Ebbro, Porretta Terme 1993);
- Casa nell'ombra (Almanacco Mondadori, Milano 1993);
- Il Figlio (Jaca Book, Milano 1985);
- Amore d'autunno (Guanda, Parma-Milano 1998);
- Europa (Jaca Book, Milano 1999);
- Il gelo e la luce (Le Lettere, Firenze 2003);
- La pietà e la memoria (Edizioni ETS, Pisa 2003) ISBN 88-467-0782-6;
- D'improvviso e altre poesie scelte (Via del Vento edizioni 2006);
- Nel ferro dei balocchi (Crocetti, Milano 2008);
- Tibet (Le Lettere, Firenze 2011);
- Madre (Le Lettere, Firenze 2014);
- Il Segreto (Le Lettere, Firenze 2015);

### Racconti
- Victor e la bestia (Via del Vento edizioni, Pistoia 1996);
- Lettera sugli angeli e altri racconti (Via del Vento edizioni, Pistoia 2001);
- Destini (Libreria dell'Orso editrice, Pistoia 2002);

### Saggi
- Il gesto di Callicle (Società di Poesia, Milano 1982);
- Il segreto e il dono (EGEA, Milano 1994);
- Le parole del pensiero (Le Lettere, Firenze 1995);
- Il male e la luce (I Quaderni del Battello Ebbro, Porretta Terme 1997);
- L'essere e l'abbandono (Il Ramo d'Oro, Firenze 1997);
- Nomi del Novecento (Le Lettere, Firenze 2000);
- Nome di donna (Raffaelli, Rimini 2010).